# Струнен квартет „Бетховен“
Струнен квартет „Бетховен“ (на руски: Струнный квартет имени Бетховена) е руски струнен квартет, съществувал от 1923 до 1990 година.
Основан от четирима възпитаници на Московската консерватория, квартетът има устойчив състав и през следващите десетилетия изпълнява и записва стотици композиции, утвърждавайки се като един от водещите камерни ансамбли в света. Известен е и с дългогодишното сътрудничество с композитора Дмитрий Шостакович.

## Участници
Първа цигулка
- Дмитрий Циганов (1923 – 1977)
- Олег Криса (1977 – 1990)

Втора цигулка
- Василий Ширински (1923 – 1965)
- Николай Забавников (1965 – 1990)

Виола
- Вадим Борисовски (1923 – 1964)
- Фьодор Дружинин (1964 – 1987)
- Михаил Кугел (1987 – 1990)

Виолончело
- Сергей Ширински (1923 – 1974)
- Евгений Алтман
- Валентин Фейгин
- Урмас Тамик (1987 – 1990)